# 細菌性鼻炎
細菌性鼻炎（さいきんせいびえん、英: bacterial rhinitis）とは細菌感染を原因とする鼻炎。原発性のものは稀であり、多くは日和見感染あるいは基礎疾患から二次的に発症する。イヌやネコではBordetella bronchiseptica、Pasteurella multocidaなどが原因となる。アンピシリン系、セファロスポリン系、ニューキノロン系抗菌薬が第一選択薬として使用され、必要に応じて非ステロイド性抗炎症薬、止血剤が使用される。